# Ерёмин, Евгений Николаевич
Евгений Николаевич Ерёмин (1909—1978) — советский учёный в области химии, доктор химических наук, профессор химического факультета МГУ, участник Великой Отечественной войны.

## Биография
Родился 13 января 1909 года в Серпухове. Окончил химический факультет МГУ (1931). Поcле окончания университета был направлен в Государственный институт азота, где начал исследования реакции окисления азота в высокочастотных разрядах. Перешёл работать НИИ химии (1935). Защитил (1937) диссертацию «Реакции в высокочастотных разрядах» на учёную степень кандидата химических наук.
Руководил работами (1934—1939) по исследованию процесса получения ацетилена крекингом метана на заводе Главкаучука.
Участник Великой Отечественной войны; находился на фронте (1941—1943). В 1943 году по инициативе Е. Н. Ерёмина была создана первая в Советском Союзе установка для получения ацетилена из природного газа, состоящего в основном из метана.
Доктор химических наук (1951). Профессор.
Старший научный сотрудник НИИ химии (1935–1953). Профессор кафедры физической химии химического факультета (1952–1978).
Область научных интересов: газовая электрохимия, плазмохимия.
Автор более 200 научных работ, в том числе ряда монографий и учебников. Основные труды: «Элементы газовой электрохимии» (1961), учебные пособия «Статистическая термодинамика в общем курсе физической химии и некоторые соображения о роли энтропии» (1968), «Основы химической термодинамики» (1974), «Лекции по термодинамике неравновесных процессов» (1975), «Основы химической кинетики в газах и растворах» (1976).
Умер в 1978 году. Похоронен на Донском кладбище.